# 2007-es Formula–1 kanadai nagydíj
A kanadai nagydíj volt a 2007-es Formula–1 világbajnokság hatodik futama. 2007. június 10-én tartották Montréalban. A pályán egy kör 4,361 km, a verseny 70 körös volt.

## Időmérő edzés
Lewis Hamilton karrierje során először tudta megszerezni a pole-pozíciót: 1:15,707-del. A második helyről Alonso, a harmadikról Nick Heidfeld indult.
| Hely | Versenyző            | Csapat/Motor       | 1. rész  | 2. rész  | 3. rész  |
| ---- | -------------------- | ------------------ | -------- | -------- | -------- |
| 1    | Lewis Hamilton       | McLaren-Mercedes   | 1:16.576 | 1:15.486 | 1:15.707 |
| 2    | Fernando Alonso      | McLaren-Mercedes   | 1:16.562 | 1:15.522 | 1:16.163 |
| 3    | Nick Heidfeld        | BMW Sauber         | 1:17.006 | 1:15.960 | 1:16.266 |
| 4    | Kimi Räikkönen       | Ferrari            | 1:16.468 | 1:16.592 | 1:16.411 |
| 5    | Felipe Massa         | Ferrari            | 1:16.756 | 1:16.138 | 1:16.570 |
| 6    | Mark Webber          | Red Bull-Renault   | 1:17.315 | 1:16.257 | 1:16.913 |
| 7    | Nico Rosberg         | Williams-Toyota    | 1:17.016 | 1:16.190 | 1:16.919 |
| 8    | Robert Kubica        | BMW Sauber         | 1:17.267 | 1:16.368 | 1:16.993 |
| 9    | Giancarlo Fisichella | Renault            | 1:16.805 | 1:16.288 | 1:17.229 |
| 10   | Jarno Trulli         | Toyota             | 1:17.324 | 1:16.600 | 1:17.747 |
| 11   | Szató Takuma         | Super Aguri-Honda  | 1:17.490 | 1:16.743 |          |
| 12   | Vitantonio Liuzzi    | Toro Rosso-Ferrari | 1:17.541 | 1:16.760 |          |
| 13   | Rubens Barrichello   | Honda              | 1:17.011 | 1:17.116 |          |
| 14   | David Coulthard      | Red Bull-Renault   | 1:17.436 | 1:17.304 |          |
| 15   | Jenson Button        | Honda              | 1:17.522 | 1:17.541 |          |
| 16   | Scott Speed          | Toro Rosso-Ferrari | 1:17.433 | 1:17.571 |          |
| 17   | Anthony Davidson     | Super Aguri-Honda  | 1:17.542 |          |          |
| 18   | Ralf Schumacher      | Toyota             | 1:17.634 |          |          |
| 19   | Alexander Wurz       | Williams-Toyota    | 1:18.089 |          |          |
| 20   | Adrian Sutil         | Spyker-Ferrari     | 1:18.536 |          |          |
| 21   | Christijan Albers    | Spyker-Ferrari     | 1:19.196 |          |          |
| 22   | Heikki Kovalainen    | Renault            | 1:17.806 |          |          |

## Futam

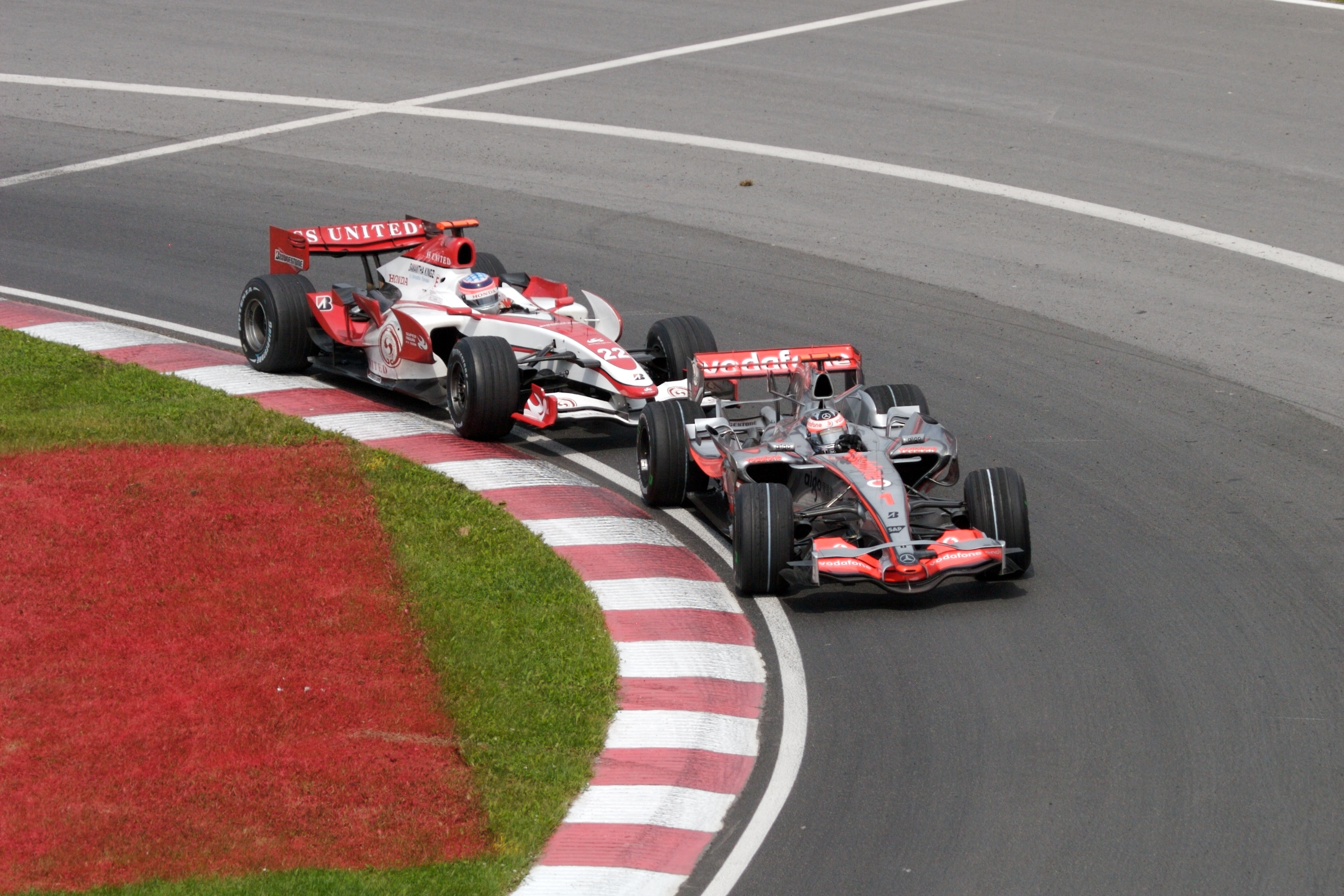
Szató és Alonso a kanadai nagydíjon

A rajtnál Alonsót megelőzte a német Nick Heidfeld, Räikkönen a negyedik helyről a hatodikra esett vissza az első kanyarban. A versenyen több biztonsági autós szakasz is volt. Robert Kubica óriási balesetet szenvedett, de a teljesen összetört autóból azonban szinte sértetlenül emelték ki, mint utóbb kiderült, bokaficammal megúszta. Felipe Massa és Giancarlo Fisichella sem vette figyelembe a bokszutca kijáratánál lévő piros lámpát, ezért mindkettejüket diszkvalifikálták. Az utolsó körökben Szató Takuma megelőzte a gumijai miatt csúszkáló Fernando Alonsót, ezzel a japán a hatodik lett, ami a Super Aguri történetének legjobb helyezése volt. A másik Super Aguris Anthony Davidson egykiállásos stratégián és szintén pontszerző helyen volt, de a 38. körben elütött egy hódot, és így még egyszer ki kellett állnia a boxba. A versenyt Hamilton nyerte, első futamgyőzelmét megszerezve ezzel. Heidfeld második lett, a harmadik helyre pedig Alexander Wurz állt fel egy egykiállásos taktikával a 19. helyről. A leggyorsabb kört Alonso futotta 1:16,367-del.
A verseny után Hamilton előnye 8 pontosra nőtt Alonsóval szemben. A McLaren 28 ponttal vezette a konstruktőri bajnokságot a Ferrari előtt.
| Helyezés | #  | Versenyző            | Csapat/Motor       | Futott körök | Idő/Kiesés oka | Rajthely | Pontszám |
| -------- | -- | -------------------- | ------------------ | ------------ | -------------- | -------- | -------- |
| 1        | 2  | Lewis Hamilton       | McLaren-Mercedes   | 70           | 1:44:11.292    | 1        | 10       |
| 2        | 9  | Nick Heidfeld        | BMW Sauber         | 70           | +4.343         | 3        | 8        |
| 3        | 17 | Alexander Wurz       | Williams-Toyota    | 70           | +5.325         | 19       | 6        |
| 4        | 4  | Heikki Kovalainen    | Renault            | 70           | +6.729         | 22       | 5        |
| 5        | 6  | Kimi Räikkönen       | Ferrari            | 70           | +13.007        | 4        | 4        |
| 6        | 22 | Szató Takuma         | Super Aguri-Honda  | 70           | +16.698        | 11       | 3        |
| 7        | 1  | Fernando Alonso      | McLaren-Mercedes   | 70           | +21.936        | 2        | 2        |
| 8        | 11 | Ralf Schumacher      | Toyota             | 70           | +22.888        | 18       | 1        |
| 9        | 15 | Mark Webber          | Red Bull-Renault   | 70           | +22.960        | 6        |          |
| 10       | 16 | Nico Rosberg         | Williams-Toyota    | 70           | +23.984        | 7        |          |
| 11       | 23 | Anthony Davidson     | Super Aguri-Honda  | 70           | +24.318        | 17       |          |
| 12       | 8  | Rubens Barrichello   | Honda              | 70           | +30.439        | 13       |          |
| Kiesett  | 12 | Jarno Trulli         | Toyota             | 58           | Baleset        | 10       |          |
| Kiesett  | 18 | Vitantonio Liuzzi    | Toro Rosso-Ferrari | 54           | Baleset        | 12       |          |
| Kizárva  | 5  | Felipe Massa         | Ferrari            | 51           | Kizárva        | 5        |          |
| Kizárva  | 3  | Giancarlo Fisichella | Renault            | 51           | Kizárva        | 9        |          |
| Kiesett  | 21 | Christijan Albers    | Spyker-Ferrari     | 47           | Ütközés        | 21       |          |
| Kiesett  | 14 | David Coulthard      | Red Bull-Renault   | 36           | Váltó          | 14       |          |
| Kiesett  | 10 | Robert Kubica        | BMW Sauber         | 26           | Baleset        | 8        |          |
| Kiesett  | 20 | Adrian Sutil         | Spyker-Ferrari     | 21           | Baleset        | 20       |          |
| Kiesett  | 19 | Scott Speed          | Toro Rosso-Ferrari | 8            | Baleset        | 16       |          |
| Kiesett  | 7  | Jenson Button        | Honda              | 0            | Váltó          | 15       |          |

## A világbajnokság élmezőnyének állása a futam után
| H  | Versenyzők           | Pont | H  | Konstruktőrök     | Pont |
| -- | -------------------- | ---- | -- | ----------------- | ---- |
| 1  | Lewis Hamilton       | 48   | 1  | McLaren-Mercedes  | 88   |
| 2  | Fernando Alonso      | 40   | 2  | Ferrari           | 60   |
| 3  | Felipe Massa         | 33   | 3  | BMW Sauber        | 38   |
| 4  | Kimi Räikkönen       | 27   | 4  | Renault           | 17   |
| 5  | Nick Heidfeld        | 26   | 5  | Williams-Toyota   | 13   |
| 6  | Giancarlo Fisichella | 13   | 6  | Toyota            | 6    |
| 7  | Robert Kubica        | 12   | 7  | Super Aguri-Honda | 4    |
| 8  | Heikki Kovalainen    | 8    | 8  | Red Bull Renault  | 4    |
| 9  | Alexander Wurz       | 8    | 9  |                   |      |
| 10 | Nico Rosberg         | 5    | 10 |                   |      |
| 11 | David Coulthard      | 4    | 11 |                   |      |

## Statisztikák
Vezető helyen:
- Lewis Hamilton: 67 (1-21 / 25-70)
- Felipe Massa: 3 (22-24)

Lewis Hamilton 1. győzelme, 1. pole-pozíciója, Fernando Alonso 10. leggyorsabb köre.
- McLaren 151. győzelme.